# Boyfriend (Ashlee Simpson)
Boyfriend è un singolo della cantante statunitense Ashlee Simpson, pubblicato nel 2005 ed estratto dall'album I Am Me.
Il brano è stato scritto da Ashlee Simpson, Kara DioGuardi e John Shanks.

## Tracce
- CD (USA)

1. Boyfriend
2. Boyfriend (Instrumental)
3. La La (Fernando Garibay Edit)
4. Boyfriend (Video)

## Video
Il videoclip della canzone è stato diretto da Marc Webb e girato a Los Angeles.